# Drosophila desbaratabaile
Drosophila desbaratabaile är en tvåvingeart som beskrevs av Hunter 1979. Drosophila desbaratabaile ingår i släktet Drosophila och familjen daggflugor.
Artens utbredningsområde är Colombia.